# Jean-Baptiste Marino (musicien)
Pour les articles homonymes, voir Marino.
Jean-Baptiste Marino, né en 1964, est un guitariste de flamenco français d'origine sicilienne.

## Biographie
Il se forme à la guitare classique au Conservatoire National de Région de Saint-Maur-des-Fossés, puis se rend en Espagne pour étudier la guitare flamenca. Il collabore alors avec Chano Lobato, Ketama, Juan Manuel Canizares, Mariano Cruceta, et plus tard, en France avec Idir, Takfarinas, Juan Carlos Cacerés.
Outre ses disques en solo, il participe au groupe Jaleo, dans un projet de fusion flamenco, jazz et musique indienne avec le guitariste jazz-rock Louis Winsberg, produisant l'album homonyme Jaleo.
Son jeu de guitare dans la plus pure tradition flamenca fait de lui l'une des valeurs montantes de cet univers artistique,.
Il compose aussi pour les musiques des films Gazon maudit de Josiane Balasko (1995), L'Emmerdeur de Francis Veber (2008) et Les Femmes du 6e étage de Philippe Le Guay (2011).
Il est présent au Festival international de guitare de Paris en 2012.

## Filmographie
- 1995 : Gazon maudit. Il apparaît dans son propre rôle de musicien de flamenco, dans la scène du restaurant[10].